# Хиральность
Хиральность (киральность) (англ. chirality, от др.-греч. χειρ — «рука») — отсутствие симметрии относительно правой и левой стороны. Если отражение объекта в идеальном плоском зеркале отличается от самого объекта, то объекту присуща хиральность.

## История
Впервые свойство хиральности у химических веществ обнаружено Луи Пастером в 1848 году, исследовавшим различные водорастворимые органические соединения с помощью измерения вращения плоскости поляризации поляризованного света, пропускаемого через раствор. Сам термин «хиральность» предложен в 1884 году Уильямом Томсоном.

## Применение
Термин «хиральность» широко используется в стереохимии, в теории струн, в квантовой физике и пр.

### В химии
Хиральность лежит в основе концепции энантиотропии — диастереотопии. Химически одинаковые атомы или группы хиральной молекулы анизохронны и проявляются как различные в спектрах ЯМР, их называют диастереотопными. Такие группы в ахиральной молекуле энантиотопны и становятся анизохронными при взаимодействии с внешней хиральной молекулой, например растворителя.
Ввиду того, что почти все биомолекулы хиральны, хиральность имеет решающее значение при синтезе сложных соединений, обладающих фармакологическими свойствами. Энантиоселективный синтез оптически активных и биологически активных соединений называется хиральным синтезом. Хиральность играет важную роль также при синтезе регулярных полимеров, жидких кристаллов, материалов для нелинейной оптики, сегнетоэлектриков и др.
Возможно представить себе «зеркальный мир» с точки зрения биологии.

### В физике
Хиральность — свойство физики элементарных частиц, состоящее в различии правого и левого.

### В математике

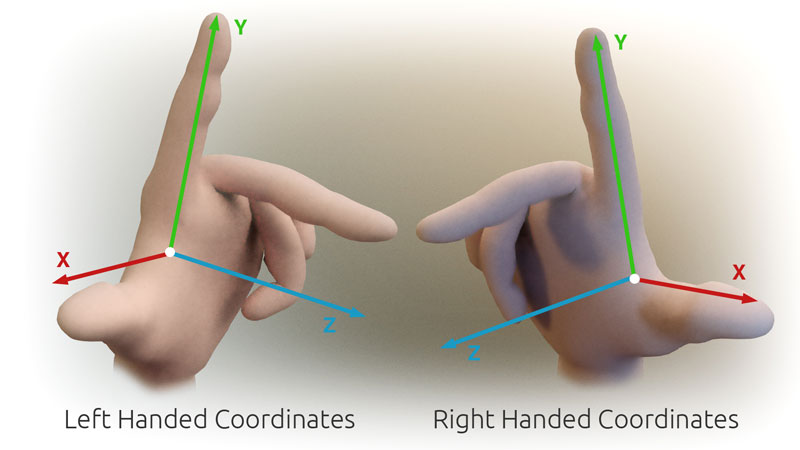
Правило левой руки и правило правой руки

Хира́льность (англ. chirality, от др.-греч. χείρ — рука) — свойство геометрической фигуры, состоящее в отсутствии её совместимости со своей идеальной зеркальной копией. Другими словами, хиральность — отсутствие зеркальной симметрии у геометрической фигуры.
Ахиральность — наличие зеркальной симметрии у геометрической фигуры.
Произвольный невырожденный неравнобедренный треугольник — одна из простейших хиральных фигур на плоскости. Такой треугольник нельзя наложить на его зеркально симметричное изображение посредством комбинацией параллельных переносов и поворотов плоскости. Произвольный равнобедренный треугольник ахирален на плоскости.
Однако хиральные треугольники на плоскости ахиральны в трёхмерном пространстве, поскольку всегда существует комбинация параллельного переноса и поворота трёхмерного пространства, идеально накладывающие треугольник на его зеркально симметричное изображение в плоскости.
Хиральная фигура и её зеркальный образ называют энантиоморфами.
Слово «энантиоморф» происходит от др.-греч. εναντιος (энантиос) — «противоположный», и μορφη (морфе) — «форма».
Нехиральный объект также называется амфихиральным.
Винтовая линия (а также витая пряжа, штопор, пропеллер и т. п.) и лента Мёбиуса — это трёхмерные хиральные объекты. Фигурки тетрамино в форме букв J, L, S и Z из популярной игры «Тетрис» также обладают хиральностью, но только в двумерном пространстве.
Некоторым хиральным объектам, таким как винт, можно приписать правую (левую) ориентацию, в соответствии с правилом правой руки (правилом левой руки).

### В биологии

Два зеркально-симметричных энантиомера некоторой аминокислоты, разные аминокислоты различаются только природой радикала R. Единственная аминокислота, не имеющая энантиомера — глицин, у которой R — атом водорода.

Живое вещество, в отличие от неживого, обладает гомохиральностью (хиральной чистотой): за редким исключением, все белки состоят из аминокислот с левой хиральностью, а входящие в молекулы ДНК и РНК остатки сахаров дезоксирибозы и рибозы во всех организмах имеет правую хиральность. Механизм эволюционного возникновения хиральной чистоты белков и нуклеиновых кислот пока неясен.